# Liste des gratte-ciel de l'agglomération d'Orlando
Depuis la construction du Wyndham Palace Resort en 1983, 13 immeubles de  100 mètres de hauteur et plus ont été construits dans l'agglomération d'Orlando dans le centre de la Floride.

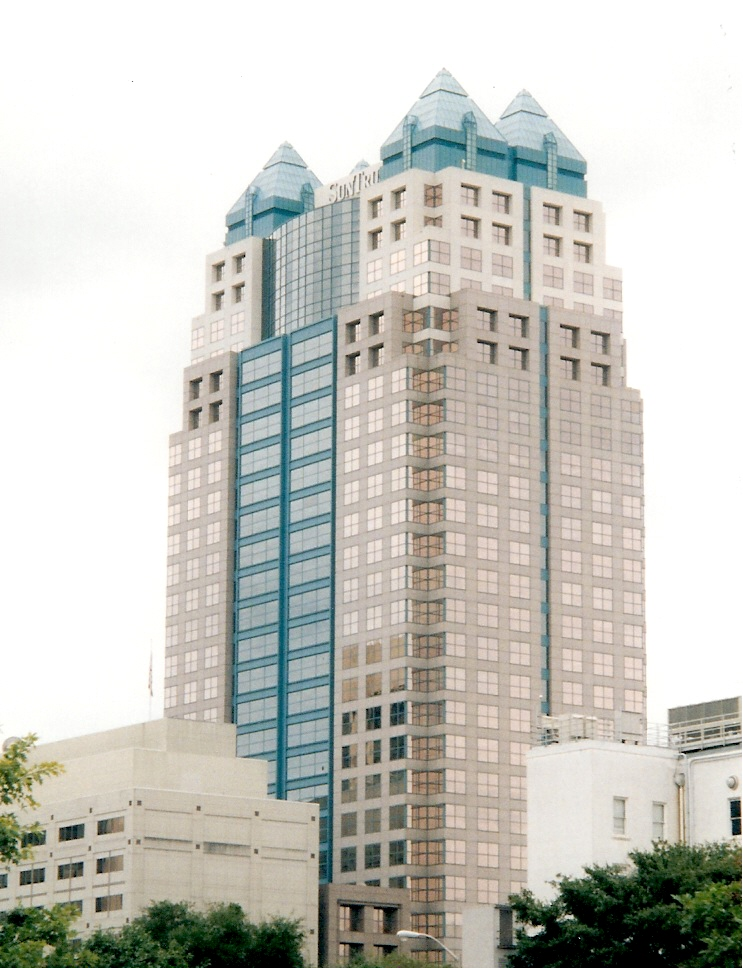
SunTrust Center, le plus haut immeuble de l'agglomération

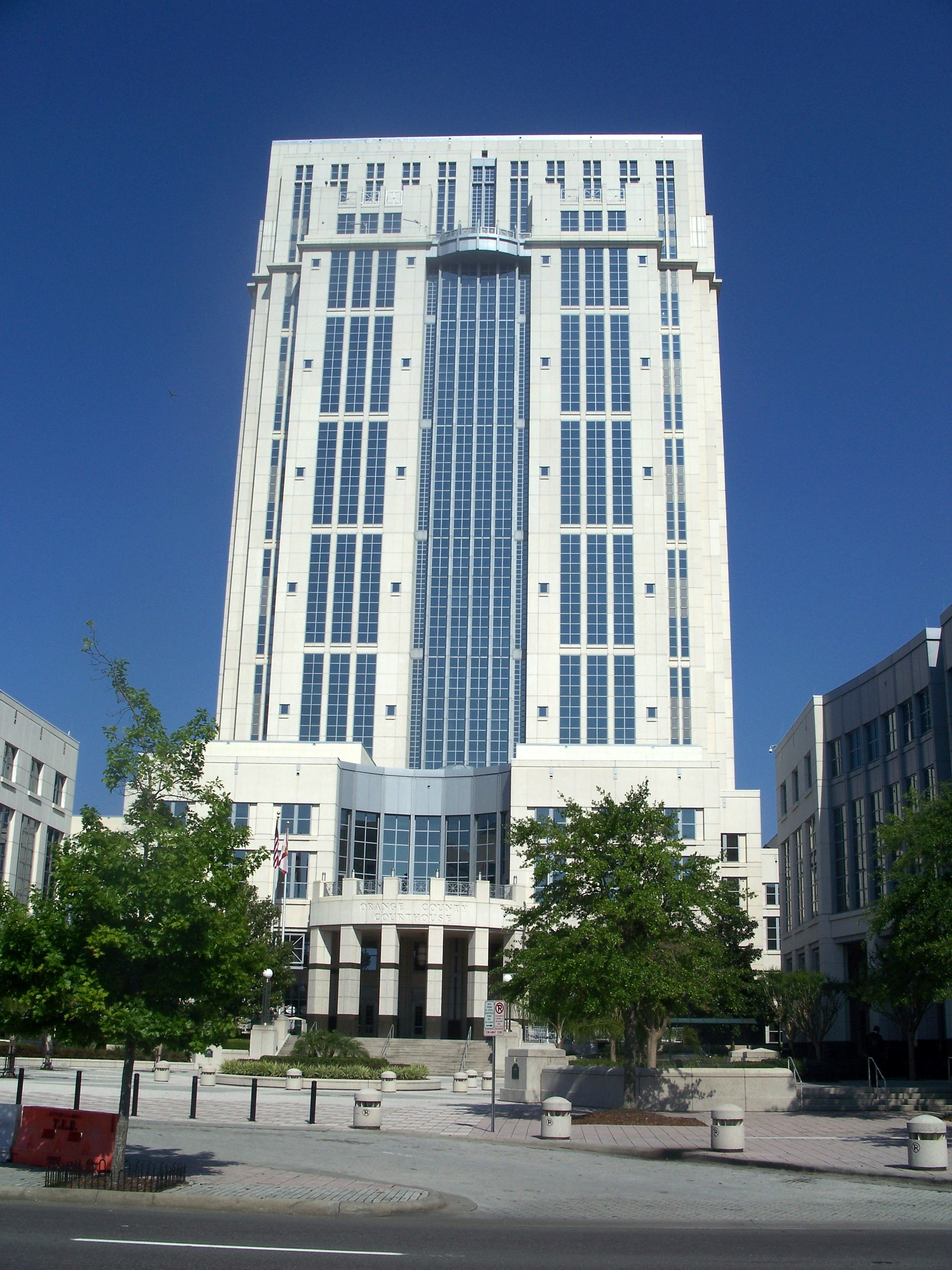
Orange County Courthouse

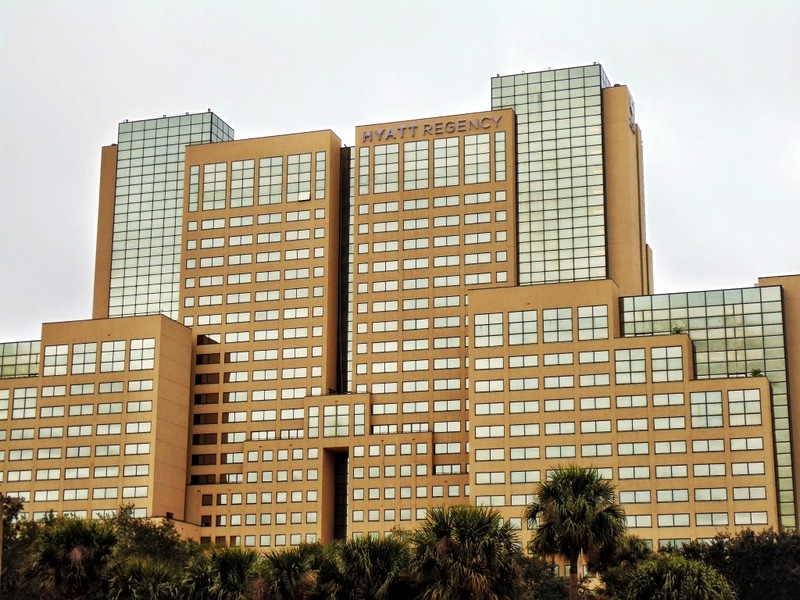
The Orlando Peabody Hotel

En 2014 la liste des immeubles de plus de 100 mètres de hauteur est la suivante d'après Emporis;
| Rang | Nom                                 | Municipalité     | Hauteur | Étages | Année |
| ---- | ----------------------------------- | ---------------- | ------- | ------ | ----- |
| 1    | SunTrust Center                     | Orlando          | 134 m   | 31     | 1988  |
| 2    | Vue At Lake Eolia                   | Orlando          | 130 m   | 35     | 2006  |
| 2    | The Peabody Orlando Expansion Tower | Orlando          | 130 m   | 31     | 2010  |
| 4    | Orange County Courthouse            | Orlando          | 127 m   | 24     | 1997  |
| 5    | Bank of America Center              | Orlando          | 125 m   | 25     | 1988  |
| 6    | World Center Marriott               | Orlando          | /       | 28     | 1986  |
| 6    | The Orlando Peabody Hotel           | Orlando          | /       | 28     | 1986  |
| 8    | 55 West on the Esplanade            | Orlando          | 115     | 32     | 2008  |
| 9    | Wyndham Palace Resort               | Lake Buena Vista | /       | 27     | 1983  |
| 10   | Solaire at the Plaza                | Orlando          | 109     | 30     | 2006  |
| 10   | Dynetech Center                     | Orlando          | 109     | 31     | 2008  |
| 12   | JW Marriott Orlando Hotel           | Orlando          | /       | 26     | 2003  |
| 13   | The Rosen Centre Hotel              | Orlando          | /       | 24     | 1995  |